# Tommaso Gazzarrini
Tommaso Gazzarrini (né à Livourne le 15 février 1790 et mort à Florence le 7 février 1853) est un peintre italien qui a peint des sujets religieux et historiques dans un style néoclassique .

## Biographie
Tommaso Gazzarrini était l'élève de Pietro Benvenuti à l'Académie des Beaux-Arts de Florence. En 1813-1814 à l'Académie, il a remporté des prix pour ses créations de peintures Hercule et Deianira et Entrée de Léon X à Florence .
Après 1820 avec une allocation de l'Académie Santa Agata il se rend à Rome . Il peint cette année-là un St Charles Borromée qui se rend à Milan la nuit pour voir ceux qui sont atteints de peste pour l'église livornaise de San Benedetto.
Après avoir enseigné à l'Accademia di San Luca à Rome et à l'Accademia Clementina de Bologne, en 1837, il revient à Florence. L'un de ses élèves à l'Académie de Florence est Silvestro Lega .

## Œuvres
- Santa Giulia
- Le Christ mourant
- Amadeus VI, comte de Savoie présente le pape Urbain V, Paul de Thèbes, patriarche latin de Constantinople
- Sainte famille
- L'archevêque Langton et les barons saxons, anglais et normands de l'abbaye d'Edmonsbury demandent au roi Jean de confirmer la Magna Carta (incomplet)

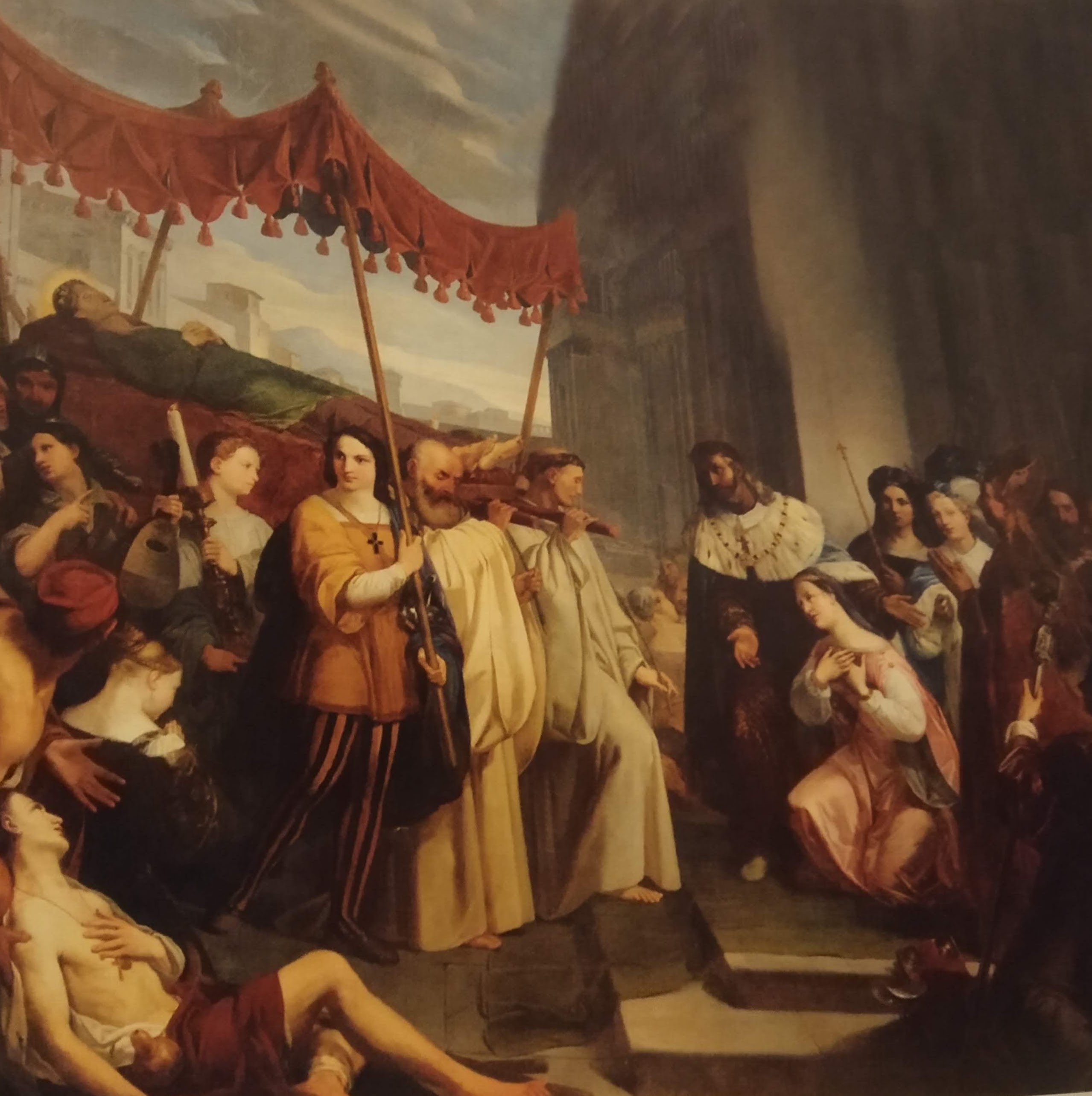
Traslazione del Corpo di Santa Giulia, Duomo di Livorno
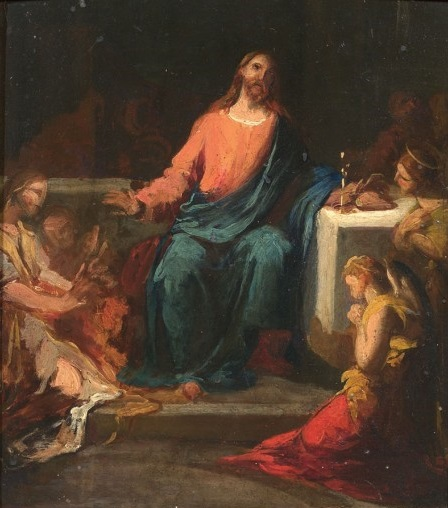
Gesù benedice il pane e il vino, 1834